# Абдель Фаттах Ях'я-паша
Абдель Фаттах Ях'я-паша (араб. يحيى إبراهيم باشا; 1876–1951) — єгипетський політичний діяч, прем'єр-міністр Єгипту у 1933—1934 роках.

## Кар'єра
Обіймав посаду міністра юстиції у 1921 та 1930 роках, з 1930 до 1934 займав пост міністра закордонних справ. 1936 був обраний на пост сенатора. Був членом делегації під час підписання англо-єгипетської угоди 1936 року, 1945 брав участь у Сан-Франциській конференції